# USF1
USF1 (англ. Upstream transcription factor 1) – білок, який кодується однойменним геном, розташованим у людей на короткому плечі 1-ї хромосоми.  Довжина поліпептидного ланцюга білка становить 310 амінокислот, а молекулярна маса — 33 538.
| 10         |  | 20         |  | 30         |  | 40         |  | 50         |
| ---------- |  | ---------- |  | ---------- |  | ---------- |  | ---------- |
| MKGQQKTAET |  | EEGTVQIQEG |  | AVATGEDPTS |  | VAIASIQSAA |  | TFPDPNVKYV |
| FRTENGGQVM |  | YRVIQVSEGQ |  | LDGQTEGTGA |  | ISGYPATQSM |  | TQAVIQGAFT |
| SDDAVDTEGT |  | AAETHYTYFP |  | STAVGDGAGG |  | TTSGSTAAVV |  | TTQGSEALLG |
| QATPPGTGQF |  | FVMMSPQEVL |  | QGGSQRSIAP |  | RTHPYSPKSE |  | APRTTRDEKR |
| RAQHNEVERR |  | RRDKINNWIV |  | QLSKIIPDCS |  | MESTKSGQSK |  | GGILSKACDY |
| IQELRQSNHR |  | LSEELQGLDQ |  | LQLDNDVLRQ |  | QVEDLKNKNL |  | LLRAQLRHHG |
| LEVVIKNDSN |  |            |  |            |  |            |  |            |

A: Аланін

C: Цистеїн

D: Аспарагінова кислота

E: Глутамінова кислота

F: Фенілаланін

G: Гліцин

H: Гістидин

I: Ізолейцин

K: Лізин

L: Лейцин

M: Метіонін

N: Аспарагін

P: Пролін

Q: Глутамін

R: Аргінін

S: Серин

T: Треонін

V: Валін

W: Триптофан

Задіяний у таких біологічних процесах як транскрипція, регуляція транскрипції. 
Білок має сайт для зв'язування з ДНК. 
Локалізований у ядрі.